# Ak-Dovurak
Ak-Dovurak (rusky: Ак-Довурак) je druhé největší město Republiky Tuva (součást Ruské federace). Leží na levém břehu řeky Chemčik, 301 km západně od Kyzylu. Při sčítání v roce 2010 mělo 13 469 obyvatel (v roce 2002 12 965 ob., v roce 1989 15 191 ob.).
Je zde potravinářský a kožedělný průmysl.